# جورج بيدل
جورج ولز بيدل (بالإنجليزية: George Wells Beadle)‏ ـ مواليد «واهو» بولاية (نبراسكا (22 أكتوبر 1903 ـ وتوفي في بومانا (كاليفورنيا) 9 يونيو 1989). درس بجامعة نبراسكا حيث حصل منها على بكالوريوس العلوم الزراعية عام 1926. ثم الماجستير في علم الأحياء (البيولوجيا) عام 1927 عالم وراثة أمريكي، تحصل على  جائزة نوبل في الطب لعام 1958 مشاركة مع مواطنيه إدوارد تاتوم وجوشوا ليدربرغ بعد أن اكتشف بالاشتراك مع تاتوم دور المورثات (الجينات) في تنظيم العمليات الكيميائية داخل الخلية. من مؤلفاته المهمة «مقدمة إلى علم الوراثة» بالإشتراك مع ستورتيفان عام (1939) و«لغة الجينات» صدر في لندن 1960 و«لغة الحياة» - نيويورك - 1966.

## روابط خارجية
- جورج بيدل على موقع الموسوعة البريطانية (الإنجليزية)
- جورج بيدل على موقع مونزينجر (الألمانية)
- جورج بيدل على موقع إن إن دي بي (الإنجليزية)